# Pedro Salaberri Zunzarren
Pedro Salaberri (1 de mayo de 1947) es un pintor español artística y emocionalmente unido a la ciudad de Pamplona y los paisajes de su entorno: Pirineos, Costa Vasca, Navarra Alta, Media y Baja. Englobado en la llamada, por razones geográficos que no estilísticos, Escuela de Pamplona de finales de la década de 1960, quizá el signo distintivo de su pintura sea su capacidad para conciliar geometría y poesía.

## Biografía
Hijo de Eusebia y Estanislao, molinero en la capital navarra, es el menor de seis hermanos. A los catorce años ya empieza a trabajar como delineante cuatro años antes de iniciar su formación en 1963 en la Escuela de Artes y Oficios de Pamplona, siendo alumno de Salvador Beunza, José María Ascunce y de Isabel Baquedano; y más tarde con el grafista Pedro Osés.
En 1970 se le incluye en la "Escuela de Pamplona", grupo bautizado así por el crítico de arte José María Moreno Galván, si bien para hacer referencia más a una denominación geográfica escuela más que a un estilo común o una mentalidad homogénea. Pero el historiador del Arte, Fco. Javier Zubiaur, yendo tan sólo un poco más allá, apunta que este grupo tenía en común a referentes a «Isabel Baquedano, como profesora de la escuela, y a Xabier Morrás, como principal animador desde la Sala de Cultura de la CAN». Sin ahondar en una definición considera que «se alineó dentro de un realismo nuevo crítico-social, como el de Genovés o Arroyo, que pretendió ser de testimonio, no de ruptura figurativa, sino antiacadémico: en palabras del crítico, que rompiese con un desangelado representativismo. Es decir, una pintura testimonial que pretendió denunciar los claroscuros de la transformación urbana de Pamplona con motivo de su expansión fabril e inmigración regional, con una ideología que Moreno Galván llamó paleosocialista y a la que no dudó en considerar vanguardia.»
En esa época de enfrentamiento a la dictadura, Salaberri se acerca al pop-art. En 1971 se casó con Mari Carmen Pueyo, con la que tendría dos hijos.
En 1972 participa en los Encuentros de Pamplona donde llegan a 348 los artistas representados.
Aficionado al montañismo, comenzó a interesarse por el paisaje, género que fue la base de su primera exposición individual en 1973. Ese mismo año ganó el primer premio del Certamen de Pintura "Ciudad de Pamplona". Desde entonces ha continuado exponiendo regularmente, casi siempre con el respaldo del historiador y crítico Pedro Manterola.
En la década de 1980 comenzó a participar en proyectos en espacios arquitectónicos y propuestas artísticas más allá de su estudio de pintor. Así, en 1988, diseñó la imagen gráfica de los Festivales de Navarra y, al año siguiente, escribió una monografía sobre el pintor Jesús Basiano. 
En los últimos años del siglo XX y la primera década de 2000, continuó alternando sus trabajos en el estudio con escenografías en óperas y teatro, o proyectos públicos, colaborando con los arquitectos Javier Portillo y Javier Torrens. Fruto de ello fueron: la decoración de la Sala de Bodas Civiles de la Nueva Audiencia de Pamplona (1995), el bajorrelieve exterior de los muros de hormigón del Civican de Pamplona (2003), y los murales de gres en las piscinas de Ansoáin.
Otra faceta de su actividad polivalente en el campo del arte es la de organizador de exposiciones: "Agur Hemingway" (1987); "Escuela de Pamplona" (Estella, (1995); y los homenajes a artistas desaparecidos como el escultor Alfredo Sada y el pintor -amigo y compañero de estudio- Mariano Royo.

## Estilo e influencias
En cuanto a su pintura, diversos críticos han coincidido en relacionar los cuadros de Salaberri con el espíritu del haiku japonés: describir con muy pocas palabras un momento de inquietud.
En su bloc de referencias, Salaberri anota los nombres de Malevich, Mondrian, Ben Nicholson, Diebenkorn, Imi Knoebel, Josef Albers, Peter Halley, los ídolos juveniles Gauguin y Van Gogh, y las sombras de Félix Vallotton o Alex Katz.
En su libreta de pensamientos:
- Mi patria es mi imaginación.
- Hacer bien las cosas es una buena actitud ante la vida.
- ella planta flores,

yo las pinto

## Obra en museos y colecciones y principales premios
- La obra de Pedro Salaberri se encuentra en los Ayuntamientos de Pamplona y Vitoria, la Caja de Navarra y Vital Kutxa. En el Museo de Navarra, IVAM y Artium. Y en instituciones como el Gobierno de Navarra, el Gobierno Vasco, el Parlamento de Navarra y la Universidad Pública de Navarra.
- Primer Premio Ciudad de Pamplona (1973),
- Primer Premio Bienal de Vitoria (1984), Premio 4D (2006), creado ese año con carácter bienal, por la Delegación Navarra del Colegio Oficial de Arquitectos Vasco-Navarro, para reconocer la labor de personas e instituciones en pro de una arquitectura de calidad; y "Gallico de Oro" en 2008.[11]

- Premio Príncipe de Viana de la Cultura (2022).[12]